# Pygospila minoralis
Pygospila minoralis is een vlinder uit de familie van de grasmotten (Crambidae). De wetenschappelijke naam van deze soort is voor het eerst voorgesteld door Aristide Caradja in een publicatie uit 1937.
De soort komt voor in China (Yunnan).